# Valdov (Jablonné v Podještědí)
Valdov je malá vesnice, část města Jablonné v Podještědí v okrese Liberec. Nachází se asi dva kilometry jihovýchodně od Jablonného v Podještědí. Valdov leží v katastrálním území Jablonné v Podještědí o výměře 2,95 km².

## Historie
První písemná zmínka o vesnici pochází z roku 1834. Vesnice splynula s Jablonným před rokem 1950 a spolu s ním byla k 1. lednu 2007 přesunuta administrativně z okresu Česká Lípa do okresu Liberec.